# Ryszard Stryjecki

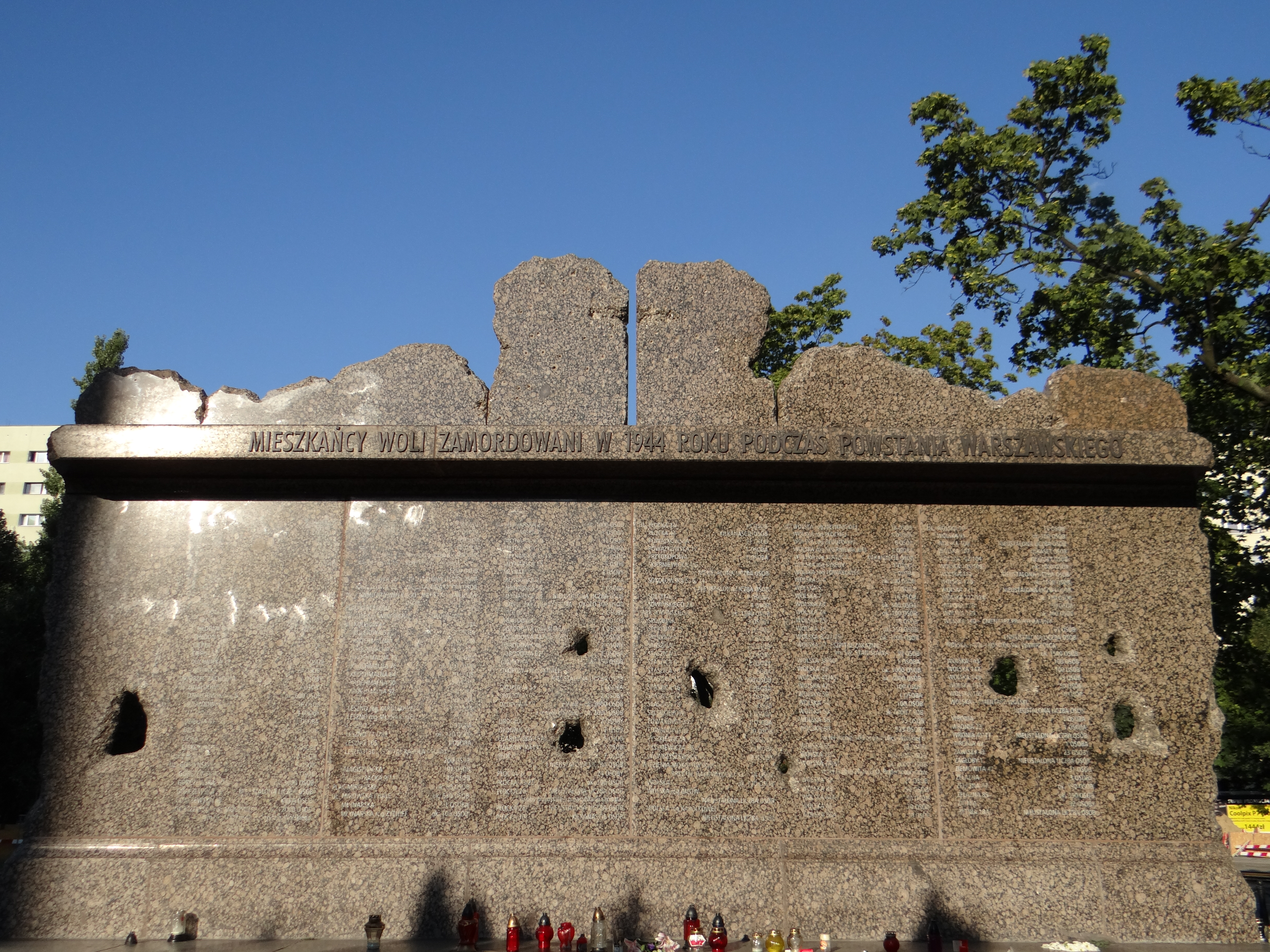
Pomnik ofiar Rzezi Woli, Warszawa

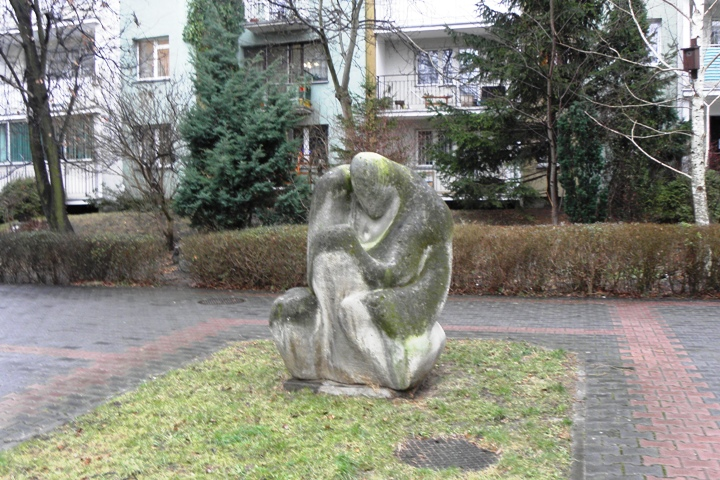
Rodzina, Ursynów, Warszawa

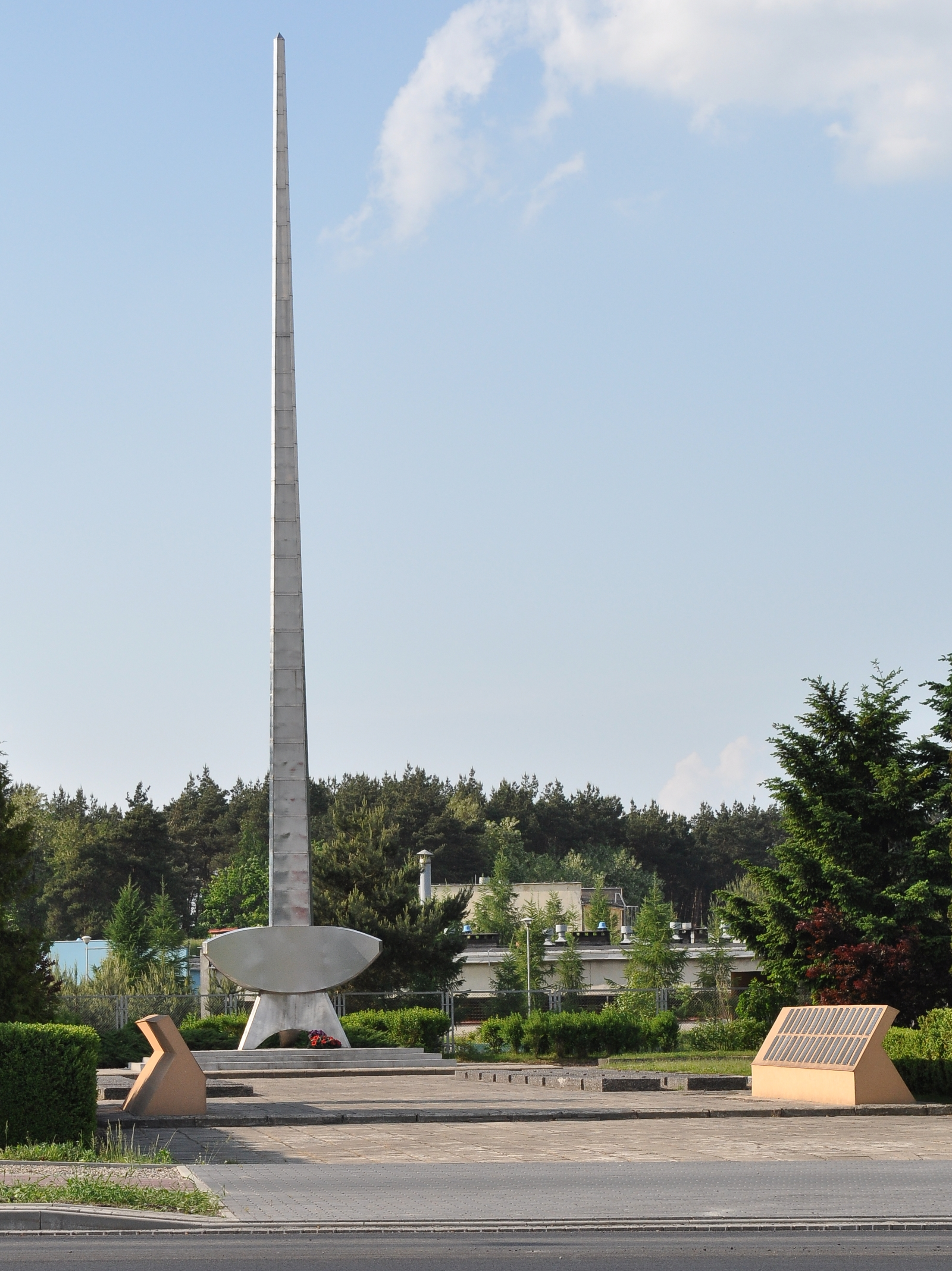
Rzeźba "Iglica" na Cmentarzu żołnierzy sowieckich w Mielcu

Ryszard Wojciech Stryjecki (ur. 1937 w Warszawie) – polski artysta, rzeźbiarz, medalier i pedagog.

## Życiorys
Od 1958 studiował na Wydziale Rzeźby warszawskiej ASP, dyplom uzyskał w 1964 w pracowni prof. Mariana Wnuka. Zajmuje się rzeźbą, medalierstwem i pedagogiką w zakresie rzeźby oraz medalierstwa. Uczestniczył w wielu światowych Biennale Medalierstwa FIDEM oraz w wystawach sztuki polskiej za granicą.
W latach 2000–2002 prowadził pracownię rzeźby w kamieniu na warszawskiej ASP, a w 2000 warsztaty medalierskie dla studentów wydziału rzeźby Akademii Sztuki w Helsinkach. Jest inicjatorem międzynarodowych warsztatów rzeźby w kamieniu „Integrart”, w których uczestniczy wielu rzeźbiarzy z Europy.

## Twórczość
Prace artysty znajdują się w zbiorach Muzeum Narodowego w Warszawie, Poznaniu, Wrocławiu, Płocku, a także w zbiorach British Museum w Londynie, w Watykanie, Muzeum im. Puszkina w Moskwie, muzeach niemieckich w Stuttgarcie, Marbach, Ludwigsburgu oraz w zbiorach prywatnych w Europie i Ameryce.
Po uzyskaniu dyplomu, nie mogąc robić rzeźb o wielkich rozmiarach, Ryszard Stryjecki rozpoczął swoje pierwsze medale, które zaczęły budzić się z dziewiętnastowiecznego letargu. Stryjecki zaczął eksperymentować z formą medalu, trzymając się jednak jednego surowca – brązu.
W 1979 zorganizował plener rzeźbiarski dla nowo powstającego osiedla Ursynów. Jego rzeźba „Rodzina” przedstawia trzyosobową rodzinę ma ok. 1,5 m. Została wykonana w wapieniu w ramach pleneru na Ursynowie w 1977, którego koordynatorem był Ryszard Stryjecki. Projekt był jedną z wielu prób pozyskania przez władze artystów i inteligencji po głośnych strajkach z 1976. W tamtym okresie wyjątkowo trudno było pozyskać materiały, jedynym najłatwiej dostępnym surowcem był wapień. W ramach pleneru powstało 10 rzeźb, które są rozmieszczone na terenie dzisiejszego Ursynowa Północnego. Autorami dzieł byli też Edmund Majkowski, Nina Mirecka, Władysław Trojan, Stanisław Sieklucki, Stefan Wierzbicki, Marek Moszyński.
W latach 1980–1989 stworzył cykl 24 medali „Sukcesja”, będących komentarzem do historii PRL, prezentowany na wielu wystawach sztuki niezależnej w muzeach diecezjalnych. 
Jest autorem pomnika Zamordowanych Podczas Powstania Warszawskiego Mieszkańców Woli (2002–2004) oraz współautorem pomnika założyciela Instytutu Głuchoniemych w Warszawie, Jakuba Falkowskiego. Cykl dużych rzeźb kamiennych był eksponowany we wnętrzach Sądu Najwyższego w Warszawie oraz na terenie parkowym i we wnętrzu Biblioteki Uniwersyteckiej w Warszawie.

## Działalność z osobami głuchoniewidomymi
Ryszard Stryjecki zajmuje się organizacją zajęć i plenerów dla osób głuchoniewidomych. Pierwsza propozycja pojawiła się ze strony Polskiego Związku Niewidomych w 1988. Artysta początkowo zastanawiał się nad sprzecznością rzeźbienia bez wzroku, ale ostatecznie zdecydował się pokonać przeszkodę. 

Gdy do formowania kształtów używamy narzędzi, to one właśnie stanowią dystans, który pokonujemy wzrokiem. Jeśli wzroku nie ma, wystarczy odłożyć narzędzia, by móc poczuć się samodzielnym w tworzeniu i ocenie bryły dotykiem. Obróbka kamienia, drewna, metalu czy gipsu są tu więc niecelowe. Na szczęście pozostaje najbardziej pierwotny, elementarny materiał – glina. Oblepione nią palce, usiłując kształtować miękkie i małe formy były by dosyć bezradne. Poczucie pewności wzrośnie wraz ze skalą. Rzeźby dużych rozmiarów zazwyczaj robimy w glinie jedną z dwóch znanych metod: na konstrukcji drewnianej czy metalowej, (czego głuchoniewidomy polecać nie ma sensu) albo metodą tzw. ceramiczną – formując tylko zewnętrzną skorupę grubości kilku czy kilkudziesięciu milimetrów. Wówczas cały proces tworzenia jest jednocześnie nadawaniem i wymyślaniem kształtu, kontrolowaniem i korygowaniem tego, co jest w zamyśle autora.

Od 1990 organizuje dla nich dla nich coroczne warsztaty ceramiczne w Centrum Rzeźby Polskiej w Orońsku.

## Ordery i odznaczenia
- Krzyż Kawalerski Order Odrodzenia Polski (16 lipca 2016)[7]
- Złoty Krzyż Zasługi (6 sierpnia 2001)[8]
- Brązowy Medal „Zasłużony Kulturze Gloria Artis” (11 maja 2011)[9]
- Odznaka „Zasłużony Działacz Kultury”
- Odznaka „Zasłużony Działacz Kultury Niezależnej”

Źródło:.

## Nagrody i wyróżnienia
- wyróżnienie w V Ogólnopolskim Konkursie Grafiki Marynistycznej z okazji 25-lecia PRL (1969)[11]
- I miejsce w konkursie na Pomnik zamordowanych przez Niemców 50 000 mieszkańców Woli[10]